# AXN Sci-Fi
AXN Sci-Fi è stata una rete televisiva italiana di proprietà di Sony Pictures Entertainment Italia, dedicato al genere fantascienza.
In Italia è stato lanciato l'8 novembre 2010 su Sky Italia al canale 133. Il 16 ottobre 2013 si è trasferito al canale 132. Il 29 marzo 2014 è passato al canale 134. Il 30 ottobre 2015 il canale rinnova il logo e le grafiche per festeggiare i dieci anni di presenza in Italia e per uniformarsi a livello mondiale. Il 28 febbraio 2017 il canale chiude definitivamente.
Dal 1º ottobre 2013, Sci-Fi cambia nome in AXN Black in Polonia, Ungheria e Romania, mentre in Russia, Ucraina, Kazakistan e Bulgaria il canale venne rinominato in Sony Sci-Fi. Solo la versione italiana possedeva ancora il nome originale.

## Palinsesto

### Serie TV
- Being Human
- Continuum
- Defiance
- Eureka
- Primeval: New World
- Species - The Awakening
- Star Trek: The Next Generation
- Star Trek: Voyager
- Star Trek: Deep Space Nine
- Stargate Universe (st. 2)
- Streghe
- Z Nation (st. 1-3)

### Real-TV
- Ghost Hunters
- Ghost Adventures
- Forbidden Science

## Loghi
| 8 novembre 2010 – 29 ottobre 2015 | 30 ottobre 2015 – 28 febbraio 2017 |
| --------------------------------- | ---------------------------------- |